# FK Radnički Niš
A Radnički Niš (szerbül: Фудбалски клуб Раднички) egy szerb labdarúgócsapat, székhelye Niš városában található. Jelenleg a szerb élvonalban szerepel. A Radnički szó jelentése Munkások, a csapat a szerb munkásmozgalom egyfajta jelképeként is szolgál.

## Történelem

### A kezdetek
A klubot 1923. április 24-én alapították gyári munkások, és a klub a későbbiekben is a munkásmozgalom fő jelképeként szolgált.
A klub első elnöke az egyik alapító, Miloš Marković lett. Ebben az időben a hatalom és a rendőrség igyekezett elnyomni az emberek körében igen népszerű csapatot, mivel úgy gondolták, hogy  a címerükben az ötágú csillagot is viselő klub fenyegetést jelent a hatalomra.
1924-ben kis híján meg is szűnt az egyesület, egy jótékonysági rendezvényen összegyűlt összeg mentette meg őket. A csapat népszerűsége egyre csak nőtt, és egyre eredményesebben is szerepeltek a különböző alsóbb osztályú bajnokságokban. 1933-ban, 1934-ben, és 1936-ban is megnyerték a szerb regionális bajnokságot (Niš Subassociation League) már Rađanski Niš néven, amit 1929-ben vett fel a klub részben politikai tiltakozásképpen is.

### A háború alatt
Az első-majd a második világháború alatt a klub más néven kellett, hogy szerepeljen, és bár 1938-ban a Jugoszláv Labdarúgó-szövetség visszavette tagjai közé, a klub szurkolói hangoztatták, hogy a csapat lépjen onnan ki, és ne induljon az 1941 őszére kiírt bajnokságban. Végül a klub a következő évben csatlakozott a Partizán mozgalomhoz.

### Kezdeti sikerek
A klub a becenevét (Real sa Nišave, azaz Igaz Nišaiak) az 1960-as években kapták, nem titkoltan a Real Madrid előtt is tisztelegve. 1964-ben a klub először  a nemzetközi porondra is kilépett, részt vett a környező országok számára kiírt Balkán-kupát küzdelmeiben. 1970-ben elődöntőt játszottak a sorozatban, míg az azt megelőző évben volt egy dél-amerikai túrája is a csapatnak, valamint a nagy riválisnak számító Szovjetunió csapatai között is egyre nagyobb elismerésnek örvendett.

### A klub fénykora
A 70-es és a 80-as évek tekinthetőek a Radnički Niš legsikeresebb korszakának. Ebben az időszakban egyszer megnyerték a Balkán-kupát a török Eskişehirspor ellen, és az 1979-1980-as bajnokságban a harmadik helyen végzett, ennek következtében pedig elindulhatott az UEFA-kupában. Nem is okoztak csalódást, első évükben a nyolcaddöntőig jutottak, míg az 1981-82-es idényben egészen az elődöntőig meneteltek, ott a német Hamburger SV jelentette a végállomást. A sportsikerek mellett infrastrukturálisan is fejlődött a klub, 1982. augusztus 15-én először játszottak villanyvilágításos mérkőzést a Čair stadionban.

### Visszaesés, a klub hanyatlása
Ezt követően nehéz időszak következett a klub életében a csapat a megszűnés szélére jutott, egészen a harmadosztályig csúszott vissza. Ennek ellenére a szurkolók rajongása nem változott, 1989-ben létrejött az egyik legnagyobb szerb szurkolói csoport, a Meraklije. 2000 októberében tragikus hirtelenséggel elhunyt Ivan Krstić, a klub legendás játékosa, akinek a mai napig őrzik emlékét, többek közt futballiskola viseli a nevét Niš-ben, mezét visszavonultatták. 

### Vissza a legjobbak közé
Miután a szurkolók támogatásával a klub anyagi helyzete rendeződött, a csapat 2006-ban elődöntőt játszott a kupában és a 2011-2012-es idény elején felújították az 56 éve épített stadionjukat. 2012-ben kilenc év után visszajutottak a másodosztályba, amit abban az évben meg is nyert, így a következő szezontól az élvonalban szerepelhettek. 2013. április 27-én a klub fennállása 90. évfordulóját ünnepelhette.

## A klub címere
Eleinte a klub meze zöld volt és a bal oldalon a címer egy vörös ötágú csillagot tartalmazott, utalva arra, hogy a klub a munkások csapata, a munkásmozgalom jelképe. Később a klub hivatalos színe a vörös lett, idegenbeli mezén a kéket is használja. A címerében jelenleg megtalálható a szerb trikolór összes színe, valamint Niš várának a képe, ami az egyik legjelentősebb műemlék ma a városban.

## A stadion

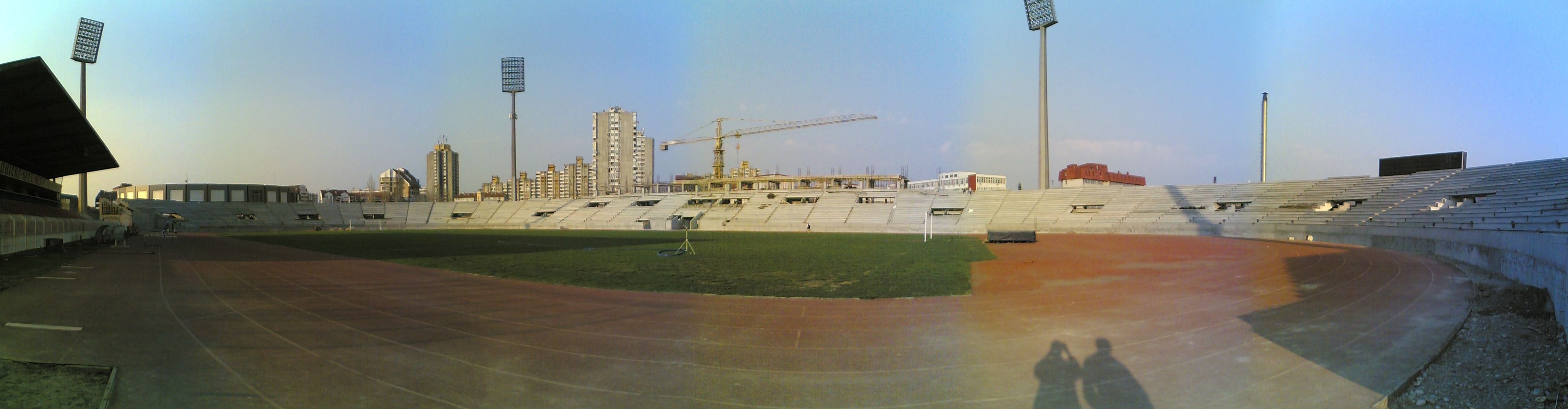
A Čair stadion a 2012-es felújítás után

A Radnički hazai mérkőzéseit a 18 ezer férőhelyes Čair stadionban játssza, amit eredetileg 1963-ban építettek. A befogadóképessége akkor 40 000 fő volt. A 2011-2012-es idényben a stadiont felújították, rekonstruálták, manapság 18 151 ülőhely van benne. A stadion sportkomplexumot és uszodát is magába foglal.

### Trófeák
Nemzeti bajnokságok, kupák
- Jugoszláv másodosztály
  -  Bajnok (1): 1985–86
- Szerb másodosztály
  -  Bajnok (2): 2001–02, 2011–12
- Szerb harmadosztály
  -  Bajnok (2): 2008–09, 2010–11
- Niš Subassociation League
  - Bajnok (3): 1933, 1934, 1936 (Građanski Niš néven)

### Nemzetközi sikerek
- UEFA-kupa:
  -  Elődöntő (1): 1981–82
- Balkán-kupa:
  -  Győztes (1): 1975
  -  Döntős (1): 1988–89

### Egyéni díjak
Szerb másodosztály gólkirálya
| Szezon    | Név         | Gólok |
| --------- | ----------- | ----- |
| 2011-2012 | Ivan Pejčić | 13    |

## Radnički Niš Európában
| Szezon  | Versenysorozat     | Forduló | Ország        | Klub                    | Otthon        | Idegenben |
| ------- | ------------------ | ------- | ------------- | ----------------------- | ------------- | --------- |
| 1980–81 | UEFA-kupa          | R1      | Ausztria      | LASK Linz               | 2–1           | 4–1       |
|         | UEFA-kupa          | R2      | Bulgária      | PFK Beroe Sztara Zagora | 1–0           | 2–1       |
|         | UEFA-kupa          | 1/8     | Hollandia     | AZ                      | 2–2           | 0–5       |
| 1981–82 | UEFA-kupa          | R1      | Olaszország   | Napoli                  | 0–0           | 2–2       |
|         | UEFA-kupa          | R2      | Svájc         | Grasshoppers            | 2–0 (3–0) aet | 0–2       |
|         | UEFA-kupa          | 1/8     | Hollandia     | Feyenoord               | 2–0           | 0–1       |
|         | UEFA-kupa          | 1/4     | Skócia        | Dundee United           | 3–0           | 0–2       |
|         | UEFA-kupa          | 1/2     | Germany       | Hamburger SV            | 2–1           | 1–5       |
| 1983–84 | UEFA-kupa          | R1      | Svájc         | St. Gallen              | 3–0           | 2–1       |
|         | UEFA-kupa          | R2      | Csehszlovákia | Inter Bratislava        | 4–0           | 2–3       |
|         | UEFA-kupa          | 1/8     | Yugoslavia    | Hajduk Split            | 0–2           | 0–2       |
| 1990    | Közép-európai kupa | Csoport | Olaszország   | Bari                    | 0–3           |           |
|         | Közép-európai kupa | Csoport | Magyarország  | Pécsi MFC               | 1–0           |           |

### Radnički Niš az Intertotó kupában
| Szezon  | Forduló | Ország            | Klub               | Otthon | Idegenben |
| ------- | ------- | ----------------- | ------------------ | ------ | --------- |
| 1964-65 | Csoport | Észak-Németország | Empor Rostock      | 3–0    | 1–3       |
|         | Csoport | Lengyelország     | Gwardia Warsaw     | 5–1    | 2–4       |
|         | Csoport | Svédország        | Norrköping         | 0–2    | 2–2       |
| 1965-66 | Csoport | Észak-Németország | Empor Rostock      | 2–1    | 0–3       |
|         | Csoport | Lengyelország     | Zagłębie Sosnowiec | 0–0    | 2–5       |
|         | Csoport | Csehország        | Košice             | 7–2    | 0–2       |

### Radnički Niš a Balkán-kupában
| Szezon  | Forduló | Ország      | Klub                  | Otthon | Idegenben |  |
| ------- | ------- | ----------- | --------------------- | ------ | --------- |  |
| 1963-64 | Csoport | Bulgária    | Spartak Plovdiv       | 2–3    | 0–2       |  |
| 1975    | Csoport | Görögország | Panionios             | 2–0    | 0–0       |  |
|         | Csoport | Albánia     | 17 Nëntori Tirana     | 3–0    | 0–0       |  |
|         | Döntő   | Törökország | Eskişehirspor         | 1–0    | 2–1       |  |
| 1988-89 | Csoport | Románia     | Universitatea Craiova | 0–0    | 0–1       |  |
|         | Csoport | Bulgária    | PFK Lokomotiv Szofija | 2–1    | 4–3       |  |
|         | Döntő   | Görögország | ÓFI Kréta             | 1–3    | 1–3       |  |

## Jelenlegi keret
(2016. szeptember 10-ei állapot szerint)
| #  |     | Poszt | Név                   |
| -- | --- | ----- | --------------------- |
| 4  | SRB | V     | Radenko Bulatović     |
| 5  | SRB | V     | Nikola Stevanović     |
| 6  | SRB | V     | Miloš Živković        |
| 7  | SRB | KP    | Saša Stojanović       |
| 8  | SRB | KP    | Pavle Popara          |
| 9  | SRB | CS    | Milan Pavkov          |
| 11 | SRB | KP    | Lazar Arsić           |
| 14 | SRB | V     | Miloš Petrović        |
| 15 | SRB | V     | Aleksandar Ignjatović |
| 17 | LAT | CS    | Anastasijs Mordatenko |
| 18 | RUS | K     | Ivan Konovalov        |
| 19 | SRB | CS    | Marko Mrkić           |
| 20 | SRB | KP    | Dušan Živković        |
| 21 | SRB | KP    | Aleksa Jovanović      |

| #  |     | Poszt | Név                  |
| -- | --- | ----- | -------------------- |
| 23 | SRB | KP    | Miloš Stanojević     |
| 24 | SRB | KP    | Aleksandar Jovanović |
| 26 | MNE | V     | Nemanja Kartal       |
| 27 | SRB | CS    | Lazar Mitrović       |
| 30 | SRB | K     | Vladimir Bajić       |
| 32 | SRB | K     | Milorad Kojić        |
| 33 | SRB | V     | Nikola Stanković     |
| 44 | SRB | V     | Dušan Ivanov         |
| 45 | SRB | K     | Mladen Stojiljković  |
| 51 | SRB | KP    | Uroš Jovanović       |
| 55 | SRB | V     | Miloš Radivojević    |
| 70 | SRB | KP    | Andreja Apostolović  |
| 80 | MKD | KP    | Petar Krstić         |
| 99 | RUS | CS    | Ramazan Isayev       |

## Mezgyártók és szponzorok
| \| Időszak \| Mezgyártó \| Mezszponzor \| \| ------- \| --------- \| ----------- \| \| 2002–07 \| Lotto \| \| \| 2007–11 \| Legea \| \| \| 2011–12 \| Adidas \| \| \| 2012–15 \| Legea \| \| \| 2015–16 \| Naii \| \| \| 2016– \| Hummel \| \| |           |             |
| Időszak | Mezgyártó | Mezszponzor |
| 2002–07 | Lotto     |             |
| 2007–11 | Legea     |             |
| 2011–12 | Adidas    |             |
| 2012–15 | Legea     |             |
| 2015–16 | Naii      |             |
| 2016– | Hummel    |             |

## Külső hivatkozások
- Hivatalos honlap (szerbül)